# Alex Tuch
Alex Daniel Tuch (10. května 1996) je americký hokejový útočník, jenž aktuálně působí v Buffalu Sabers. Byl draftován v prvním kole jako celkově osmnáctá volba v draftu 2014 týmem Minnesota Wild.

## Osobní život
Má předky na Slovensku. Narodil se Carlovi a Shanon v Syracuse, dětství strávil v Baldwinsville se svými sourozenci. Jeho mladší bratr Luke byl v roce 2020 draftovaný Montrealem ve 2. kole z celkové 47. pozice.

## Kariéra
Draftován byl v prvním kole Minnesotou Wild, která si jej vybrala po úspěšném působení v Boston Collage a zlatém juniorském šampionátu. S Wild podepsal tříletou nováčkovskou smlouvu. První sezónu začal na farmě v AHL, dočkal se ale i šesti startů v hlavním kádru. Jednalo se o jeho jediné zápasy v dresu Minnesoty. Následně byl totiž vyměněn do Vegas Golden Knights. I zde začal sezónu na farmě, v říjnu se ale dočkal místa v hlavním kádru, ve kterém již vytrval až do finále o Stanley Cup, kde tým Vegas nestačil na Washington Capitals.
V červenci 2021 se musel Tuch podrobit operaci ramene. O čtyři měsíce později navíc znovu změnil působiště. Byl totiž vyměněn společně s Peytonem Krebsem, volbou v prvním kole draftu 2022 a volbou v druhém kole draftu 2023, do Buffala Sabers za Jacka Eichela a volbu ve třetím kole draftu 2023.

## Statistiky

### Klubové statistiky
| Sezóna      | Klub                   | Soutěž      |     | Základní část | Základní část | Základní část | Základní část | Základní část |    | Play off | Play off | Play off | Play off | Play off |
| Sezóna      | Klub                   | Soutěž      | Z   | G             | A             | B             | TM            | Z             | G  | A        | B        | TM       |          |          |
| 2013/14     | USNTDP Juniors         | USHL        | 26  | 13            | 19            | 32            | 36            | —             | —  | —        | —        | —        |          |          |
| 2013/14     | U.S. National U18 Team | USDP        | 61  | 29            | 35            | 64            | 70            | —             | —  | —        | —        | —        |          |          |
| 2014/15     | Boston College         | NCAA        | 37  | 14            | 14            | 28            | 28            | —             | —  | —        | —        | —        |          |          |
| 2015/16     | Boston College         | NCAA        | 40  | 18            | 16            | 34            | 33            | —             | —  | —        | —        | —        |          |          |
| 2016/17     | Minnesota Wild         | NHL         | 6   | 0             | 0             | 0             | 0             | —             | —  | —        | —        | —        |          |          |
| 2016/17     | Iowa Wild              | AHL         | 57  | 18            | 19            | 37            | 28            | —             | —  | —        | —        | —        |          |          |
| 2017/18     | Vegas Golden Knights   | NHL         | 78  | 15            | 22            | 37            | 27            | 20            | 6  | 4        | 10       | 12       |          |          |
| 2017/18     | Chicago Wolves         | AHL         | 3   | 4             | 1             | 5             | 0             | —             | —  | —        | —        | —        |          |          |
| 2018/19     | Vegas Golden Knights   | NHL         | 74  | 20            | 32            | 52            | 8             | 7             | 1  | 1        | 2        | 8        |          |          |
| 2019/20     | Vegas Golden Knights   | NHL         | 42  | 8             | 9             | 17            | 8             | 20            | 8  | 4        | 12       | 8        |          |          |
| 2020/21     | Vegas Golden Knights   | NHL         | 55  | 18            | 15            | 33            | 28            | 19            | 4  | 5        | 9        | 6        |          |          |
| 2021/22     | Buffalo Sabres         | NHL         | 50  | 12            | 26            | 38            | 14            | —             | —  | —        | —        | —        |          |          |
| 2022/23     | Buffalo Sabres         | NHL         | 74  | 36            | 43            | 79            | 20            | —             | —  | —        | —        | —        |          |          |
| 2023/24     | Buffalo Sabres         | NHL         | 75  | 22            | 37            | 59            | 54            | —             | —  | —        | —        | —        |          |          |
| NHL celkově | NHL celkově            | NHL celkově | 454 | 131           | 184           | 315           | 159           | 66            | 19 | 14       | 33       | 34       |          |          |

### Reprezentační statistiky
| Rok                            | Tým                            | Soutěž                         | Z  | G | A | B | TM |
| ------------------------------ | ------------------------------ | ------------------------------ | -- | - | - | - | -- |
| 2013                           | USA                            | WHC-17                         | 6  | 1 | 3 | 4 | 4  |
| 2014                           | USA                            | MS-18                          | 7  | 0 | 3 | 3 | 14 |
| 2015                           | USA                            | MS-20                          | 5  | 1 | 1 | 2 | 0  |
| Juniorská reprezentace celkově | Juniorská reprezentace celkově | Juniorská reprezentace celkově | 18 | 2 | 7 | 9 | 18 |